# Nestling Rock
Der Nestling Rock (von englisch nestling ‚Nestling, Nesthäkchen‘) ist ein Klippenfelsen vor der Ostküste des nördlichen Teils der Adare-Halbinsel im Norden des ostantarktischen Viktorialands. 
Das New Zealand Antarctic Place-Names Committee zielte mit seiner Benennung darauf ab, die Größenverhältnisse zu den hinter dem Felsen aufragenden Downshire-Kliffs zu verdeutlichen.